# Neutralt element
I matematik er et neutralt element (også kaldet identitetselement eller blot identiteten, når konteksten tillader det) et element af en bestemt type i en mængde mht. en binær operator på mængden. Elementet lader andre elementer stå uændret, når det kombineres med dem. Terminologien bruges for grupper og relaterede begreber; betragtes f.eks. de hele tal med addition som operator, er 0 et neutralt element, da summen af 0 og et givet tal er tallet selv.
Lad (S,*) være en mængde S med en binær operator * (kendt som en magma). Da kaldes et element e (af tysk, einselement) i S en venstreidentitet, hvis e * a = a for alle a i S og en højreidentitet, hvis a * e = a for alle a i S. Hvis e både er en venstre- og højreidentitet, kaldes e en tosidet identitet eller blot en identitet (og ofte også identiteten i bestemt form, da en tosidet identitet let ses at være entydig).
En identitet mht. addition kaldes en additiv identitet (og betegnes ofte 0), og en identitet mht. multiplikation kaldes en multiplikativ identitet (og betegnes ofte 1). Denne skelnen foretages oftest for mængder med begge typer operatorer såsom ringe.